# Mesquita d'al-Lulua
La mesquita d'al-Lulua (àrab: جامع اللؤلؤة, jāmiʿ al-Luʾluʾa, ‘mesquita de la Perla’) és una mesquita situada prop del cementiri meridional del turó d'al-Mukattam, a l'est del Caire. Va ser construïda durant el regnat del tercer califa fatimita al-Hàkim, en estil fatimita, entre els anys 1015 i 1016 i, tot i que es va esfondrar parcialment l'any 1919, va ser restaurada el 1998 gràcies al suport econòmic de la comunitat bohra dawudita.
L'edificació es va construir sobre un promontori de pedra calcària, precàriament situat com un component independent. Es tracta d'una de les primeres mesquites fatimites construïdes a Egipte. Presenta les principals característiques de l'estil arquitectònic fatimita, que incloïa portals amb lleugeres protuberàncies, mihrabs i murs de la qibla decorats, rematats per cúpules indicatives del lloc de culte, porxos columnats amb arcs triples o en forma de quilla i façana amb inscripcions. Originalment tenia una estructura en forma de torre de tres pisos construïda sobre planta rectangular. La planta baixa va ser parcialment excavada a la muntanya, amb volta de canó, entrada amb triple arc i qibla simple (mihrab) en el mur posterior. La primera planta, amb volta de canó, tenia una qibla ornamentada (mihrab) en la part posterior i una finestra rectangular. El pis superior tenia dos compartiments, cada un amb una finestra. Els pisos superiors van ser construïts amb maons, amb les parets interiors enguixades; un d'aquests pisos superiors també tenia una entrada de triple arc. Presentava alhora algunes de les característiques arquitectòniques comuns a totes les mesquites construïdes per al-Hàkim, com les cúpules sobre els mihrabs amb finalitats cerimonials, els arcs en forma de quilla en porxos i arcades i el fi estuc decoratiu. A la façana abundaven les inscripcions iconogràfiques.